# Серен (Бельгія)
Серен (фр. Seraing, валлон. Serè) — комуна на сході Бельгії, у провінції Льєж. Лежить на річці Маас. До складу комуни входять колишні окремі населені пункти Бонсель (Boncelles), Жюмеп-сюр-Мюз (Jemeppe-sur-Meuse), Угре (Ougrée), приєднані до неї під час адміністративної реформи 1977 року. Населення комуни становить 63575 осіб, площа 35,34 км². Комуна входить до Льєзької агломерації.
Один з центрів чорної металургії Бельгії.

## Історія
Археологічні розкопки вказують на те, що територія Серена була заселена ще у 5-6 ст. н. е., тобто за часів франків. Перша письмова згадка про населений пункт Серен припадає на 956 рік, коли домен каролінгів простягався на обидва береги річки Маас і землі землевласника Серена він пожертвував абатству Сінт-Трейден. Потім ця територія відійшла до дієцезії Льєж. Перший дерев'яний міст через річку в цьому місті було збудовано 1381 року.
У сусідньому до Серена селищі Угре, що 1977 року ввійшло до складу Серена, з 18 століття був розвинений видобуток вугілля. Це сприяло появі і розвитку тут промисловості. Перший металургійний завод, заснований братами Джеймсом і Джоном Кокерілями, було введено в дію 1809 року. Це був перший завод Бельгії, на якому доменні печі працювали на коксі, а не на деревному вугіллі. Пізніше компанія Кокерілів, що з 1825 року мала назву «John Cockerill & Cie», перетворилася на всесвітньо відому металургійну і машинобудівну компанію. Окрім неї, у Серені з'явилися і інші металургійні підприємства, що працювали на базі місцевого вугілля. 1826 року у Серен розпочав роботу завод «Валь-Сен-Ламбер» з виробництва кришталевого посуду, що працює й сьогодні — на початку 21 століття.